# Stipeae
Stipeae es una tribu de hierbas de la familia Poaceae. Tiene los siguientes géneros.

## Géneros
- Achnatherum - Aciachne - Achnella - Anemanthele - Austrostipa - Celtica - Hesperostipa - Jarava - Macrochloa - Milium - Nassella - Ortachne - Oryzopsis - Piptatherum - Piptochaetium - Psammochloa - Ptilagrostis - Stipa - Trikeraia[1]